# Kreßbach (Erlenbach)
Der Kreßbach ist ein 2,3 km langer, orografisch linker Nebenfluss des Erlenbachs in baden-württembergischen Enzkreis.

## Geographie
Der Bach entspringt etwa 340 m südlich des Ortsrandes von Neulingen direkt östlich der Bundesstraße 294 auf einer Höhe von 323 m ü. NHN. Bis auf kurze Teilstücke fließt der Bach in überwiegend östliche Richtungen und mündet etwa 750 m nördlich von Dürrn auf 252 m ü. NHN linksseitig in den Erlenbach. Der Höhenunterschied zwischen Quelle und Mündung beträgt 71 m. Daraus berechnet sich ein mittleres Sohlgefälle von 30,9 ‰. Das Einzugsgebiet hat eine Größe von 1,674 km² und wird über Erlenbach, Enz, Neckar und Rhein zur Nordsee entwässert.